# 古喜里講
古喜里講（こきりこう）は、磐城郡下片寄村（現在の福島県いわき市平下片寄）で行われていたとされる祭り。
かつて磐城七祭りといわれ、「馬目村田楽」、「絹谷村龍立」、「北神谷村白鍬」、「名木村布衣裳（）」、「大森村小佐々羅」、「狐塚村小侍」らと数えられていたが、今は行われていない。
祭事が絶えていた時期もあり、寛永年間、上片寄と下片寄のいずれの村に属するかの争いがあり、笠間藩の裁定で下片寄に帰することになった。